# Abutilon karachianum
Abutilon karachianum är en malvaväxtart som beskrevs av Husain och Baquar. Abutilon karachianum ingår i släktet klockmalvor, och familjen malvaväxter. Inga underarter finns listade i Catalogue of Life.